# Кубок Венесуели з футболу 2025
Кубок Венесуели з футболу 2025 — 52-й розіграш кубкового футбольного турніру у Венесуелі. Титул захищає Депортіво Ла Гуайра.

## Календар
| Раунд          | Дата                    | Матчі | Клуби   |
| -------------- | ----------------------- | ----- | ------- |
| Груповий раунд | 4 червня - 9 липня 2025 | 60    | 28 → 16 |
| 1/8 фіналу     |                         | 8     | 16 → 8  |
| 1/4 фіналу     |                         | 4     | 8 → 4   |
| 1/2 фіналу     |                         | 2     | 8 → 4   |
| Фінал          |                         | 1     | 2 → 1   |

## 1/8 фіналу
| Команда 1                 | Рахунок | Команда 2                         |
| ------------------------- | ------- | --------------------------------- |
| серпень 2025              |         |                                   |
| Реал Фронтера (2)         | :       | Депортіво Ла Гуайра               |
| Динамо Пуерто (2)         | :       | Карабобо                          |
| Баркісімето (2)           | :       | Універсідад Сентраль де Венесуела |
| Райо Суліано              | :       | Депортіво Тачира                  |
| Монагас                   | :       | Академія Пуерто-Кабельйо          |
| Марітімо де Ла Гуайра (2) | :       | Ансоатегуа                        |
| Естудіантес (Меріда)      | :       | Португеса                         |
| Каракас                   | :       | Метрополітанос                    |